# ふり袖捕物帖 若衆変化
『ふり袖捕物帖 若衆変化』（ふりそでとりものちょう わかしゅうへんげ）は、1956年11月7日公開の日本映画。
東映京都製作、モノクロ、スタンダード、88分。

## あらすじ
お七が代稽古を務める踊りの稽古場には、二人の男が通ってくる。ひとりは二枚目の浪人川島源次郎。お七は何かと気にはなっているが、争いごとが嫌いで剣術が苦手な情けないもやし侍。もうひとりは人はいいけど、頼りない十手目明しの五郎八親分。
今江戸では女さらいが横行し何かと騒がしい。ついには踊りの師匠までさらわれ、権現様境内で起きた女の他殺体事件も気になり、お七は五郎八の子分になって、誰に頼まれたわけではないが一肌脱ぐことになる。五郎八とふたりで町を探索するうちに、殺された女が根津の遊郭と関係があることを突き止める。そんなふたりに黒頭巾の集団が襲い掛かるが、颯爽と現れた白頭巾の男に救われる。誰かは分からないが、その白頭巾に思いを寄せるお七。遊郭の中を探ってるうちに、長崎屋の別邸が怪しいということで密かに進入。敷地内には洋館仕立ての建物があり、異人たちが出入りすることから、女さらいとの関連の疑いが強くなる。そして外への抜け道で悪人たちに囲まれるが、またしても白頭巾が現れ助けられる。いったい何者か? 長崎屋の後ろ盾が外国奉行の山田周防守であることも分かるが、相手が大物ということで捜査は一時中断。このお七は実は老中阿部伊勢守の妹の妙姫。久しぶりに兄のもとへ御機嫌うかがいのついでに、ちゃっかり短筒と空の文箱を拝借。お七はお小姓姿で文箱に兄名義のニセの推挙状を入れ、まんまと山田周防守を騙し通弁兼接待係で雇われる。五郎八には短筒を渡し後日開かれる舞踏会に潜入するよう指示。奉行の側近真鍋新八郎にその様子を見れたため、身分がバレて別邸地下の牢屋へ。そこで師匠や娘たちと再開。一計を案じたお七は外国へ売り飛ばされるより、ここで働かしてくれと言葉たくみにそそのかし、まんまと舞踏会では踊り子の一員になる。そして歌と踊りの最中に五郎八が差し入れた短筒で悪人たち相手に奮戦するが、多勢に無勢で形勢不利になったところを再び白頭巾に救われる。そして今回は老中阿部伊勢守自らの陣頭指揮で大勢の捕り方を引き連れて悪党を成敗。この事件の黒幕である真鍋新八郎を、召し捕ることでこの一件落着となる。そして白頭巾川島源次郎の本当の姿は、老中阿部伊勢守の配下寺尾源次郎。妹を心配した兄が身辺警護のため、この源次郎を送り込んだのだった。賑やかなお祭りで陽気に歌う手古舞姿のお七。でもまだまだお七の捕物帖は続きます。

## スタッフ
- 企画：福島通人
- 監督：松村昌治
- 原作：瀬戸口寅雄「大江戸女地獄」より
- 脚色：鈴木兵吾
- 撮影：松井鴻
- 照明：福田晃市
- 録音：墨関治
- 美術：吉村晟
- 音楽：船村徹
挿入歌：「花は七色」「若衆変化」　作詞：野村俊夫 作曲：船村徹 唄：美空ひばり
- 編集：宮本信太郎
- 日舞振付：花柳啓之
- 洋舞振付：三木一朗
- 記録：北川節子
- 装置：館孝雄
- 背景：安井駿太郎
- 装飾：星益雄
- 美粧：林政信
- 結髪：妹尾茂子
- 衣裳：森護
- 擬斗：足立伶二郎
- 進行：杉井進

## キャスト
- お七（妙姫）- 美空ひばり
- 川島源次郎（寺尾源次郎）- 大川橋蔵
- 早耳の五郎八 - 堺駿二
- 喜代文 - 浦里はるみ
- 長崎屋金八 - 香川良介
- 山田周防守 - 堀正夫
- 真鍋新八郎 - 原健策
- 大村玄蕃 - 津山礼司
- 長坂大蔵 - 小金井修
- 阿部伊勢守 - 神田隆
- 寺尾十内 - 水野浩
- 猫目の権六 - 川田晴久
- お初 - 岡島艶子
- 中野市女蔵
- 富久井一朗
- 岸田一夫
- 千舟しずか
- 吉野登洋子
- 太田優子
- 梅村浪路
- 中根真佐子
- 美鈴れい子
- 中野稚晴
- 森田肇
- 矢奈木邦二郎
- 梅村直二郎
- 人見寛
- 大野則彦
- 下川護
- 藤川弘
- 明智八百榮
- 星聖一
- 陽田重利
- レイモンド - 五味勝雄

## 同時上映
- 『少年探偵団 第一部 妖怪博士』